# Lucien Van Impe
Lucien Van Impe (ur. 20 października 1946 w Mere, Belgia) – belgijski kolarz szosowy. Zwycięzca Tour de France w 1976 roku.

## Życiorys
Van Impe rozpoczął karierę zawodowca w 1969 roku. Specjalizował się przede wszystkim w jeździe górskiej i w wyścigach wieloetapowych. Sześciokrotnie wygrywał klasyfikację górską w Tour de France. Takim wynikiem poszczycić się może jedynie Federico Bahamontes, a w 2004 roku rekord ten został pobity przez Richarda Virenque'a. Jego zwycięstwo w Tourze było największym osiągnięciem w karierze. Łącznie w Tourze startował 14 razy i za każdym razem dojeżdżał do mety w Paryżu.
W latach 1982 i 1983 van Impe wygrał także klasyfikację górską Giro d'Italia. Jako specjalista od górskich podjazdów nie miał raczej szans w rozgrywanych na płaskim terenie klasykach. Najlepszym jego miejscem w wyścigu jednodniowym jest 6. pozycja w Liège-Bastogne-Liège. Niespodzianką była więc jego wygrana w Mistrzostwach Belgii w 1983 roku.
W 1987 Lucien Van Impe zakończył swoją błyskotliwą karierę. W ostatnich latach współpracuje z belgijską telewizją przy organizacji relacji z Tour de France. Był też menadżerem drużyny Unibet.com, a pod koniec roku 2007 został dyrektorem sportowym nowej belgijskiej drużyny Willems Veranda Cyclingteam.

## Wybrane sukcesy
- Tour de France (1976)
- klasyfikacja górska TdF (1971, 1972, 1975, 1977, 1981, 1983)
- 2. miejsce Tour de France (1981)
- 3. miejsce Tour der France (1971, 1975, 1977)
- 9 etapów w Tour de France
- klasyfikacja górska Giro d'Italia (1982, 1983)
- Mistrz Belgii (1983)